# Françoise d'Eaubonne
Françoise d'Eaubonne (París, 12 de març de 1920 - ibídem, 3 d'agost de 2005) va ser una escriptora i feminista francesa que va encunyar el terme ecofeminisme (écologie-féminisme, éco-féminisme o écoféminisme) en 1974.

## Biografia
El seu pare va ser membre de la Butaca, un moviment religiós francès, i tenia també tendències anarquistes, mentre que la seva mare va ser filla d'un revolucionari espanyol carlista. La seva infància a Tolosa de Llenguadoc va estar marcada per la decadència física del seu pare, deguda a l'efecte dels gasos en les trinxeres durant la guerra de 1914. Quan tenia 16 anys va esclatar la Guerra Civil a Espanya i als 19 va ser testimoni de l'arribada dels republicans exiliats.
Entre els 20 i els 25 anys va sofrir les penúries pròpies de l'època i  va conèixer supervivents jueus que tornaven dels camps de l'Alliberament, a la fi de la Segona Guerra Mundial. Més tard resumiria els seus sentiments sobre aquest període de la seva vida sota l'evocador títol Chienne de Jeunesse (Gossa de la joventut).[7]
Les vivències de la infància juntament amb la seva personalitat hipersensible van ser les bases de la seva forma crítica d'explorar el món, que la van portar a convertir-se en una militant feminista radical. Durant un temps va formar part del Partit Comunista francès, i més tard cofundà, juntament amb Guy Hocquenghem i Anne-Marie Grélois el primer moviment revolucionari gai de França, el FHAR (Front homosexuel d'action révolutionnaire), Front Homosexual d'Acció Revolucionària, en 1971.
Va encunyar el terme ecofeminisme en la seva obra Li féminisme ou la mort en 1974. En la seva vida de literata i militant es va relacionar amb altres importants figures del segle XX com Colette, Simone de Beauvoir i Sartre, Jean Cocteau, i molts altres.
En 1978 va crear el que va cridar Moviment Ecologisme-Feminisme, que malgrat no tenir ressò a París, va aconseguir gran nombre de seguidores als Estats Units, on Françoise d'Eaubonne estava treballant com a catedràtica.
Françoise reclamava el cos femení com a propietat d'una mateixa. Això va portar al fet que moltes dones, com ella mateixa, s'adonessin dels perills per a la salut que suposava l'ús de determinats pesticides i fertilitzants o de la medicació excessiva.
Va ser mare de dos fills, encara que mai va adquirir compromís matrimonial amb cap home. Va morir a París el 3 d'agost de 2005.

## Obra
Seguint el seu lema "ni un sol dia sense una línia", Françoise d'Eaubonne va escriure més de 50 obres, des de Colonnes de l'âme (poesia, 1942) a L'Évangile de Véronique (assaig, 2003). També va ser autora de novel·les de ciència-ficció, com a L'échiquier du temps i Rêve de feu.
Algunes de les seves obres són:
- Novel·les, entre les quals es troben: 
  - Le cœur de Watteau, 1944
  - Comme un vol de gerfauts, premi del públic 1947[1]
  - Belle Humeur ou la Véridique Histoire de Mandrin,1957
  - Els Tricheurs, 1959
  - Jusqu'à la gauche, 1963
  - Els Bergères de l'Apocalypse, 1978
  - Je ne suis pas née pour mourir, 1982
  - Terrorist's blues, 1987
  - Floralies du désert, 1995
- Biografies, entre les quals es troben: 
  - La vie passionnée d'Arthur Rimbaud, 1957
  - La vie passionnée de Verlaine, 1959
  - Une femme témoin de so siècle, Germaine de Staël, 1966
  - La couronne de sabre, vie d'Isabelle Eberhardt, 1967
  - L'éventail de fer ou la vie de Qiu Jin, 1977
  - Moi, Kristine, regni de Suède, 1979
  - L'impératrice rouge: moi, Jiang King, veuve Mao, 1981
  - L'Amazone Sombre: vie d'Antoinette Lix, 1983
  - Louise Michel la Canaque, 1985
  - Une femme nommée Castor, 1986
  - Els scandaleuses, 1990
- Assajos, entre ells: 
  - Le complexe de Diane, érotisme ou féminisme, 1951
  - I a-t-il encore des hommes?, 1964
  - Eros minoritaire, 1970
  - Le féminisme ou la mort, 1974, en el qual va expressar l'ideari de l'ecofeminisme.[2]
  - Les femmes avant le patriarcat, 1976
  - Contre violence ou résistance à l'état, 1978
  - Histoire de l'art et lutte des sexes, 1978
  - Écologie, féminisme: révolution ou mutation?, 1978
  - S comme Sectes, 1982
  - La femme russe, 1988
  - Féminin et philosophie: une allergie historique, 1997
  - La liseuse et la lyre, 1997
  - Le sexocide des sorcières, 1999
  - L'évangile de Véronique, 2003
- Poemes, entre els quals es troben: 
  - Colonnes de l'âme, 1942
  - Démons et merveilles, 1951
  - Ni lieu, ni mètre, 1981

També va escriure algunes novel·les infantils i desenvolupar altres activitats literàries com els pamflets (20 ans de mensonges,
contra Longo Maï), traduccions (Poemes d'Emily Brontë), una edició crítica de les cartes de Gustave Flaubert i nombrosos prefacis de llibres.